# Марліс Ґер
Марліс Ґер  (нім. Marlies Oelsner-Göhr, 21 березня 1958) — німецька легкоатлетка, олімпійська чемпіонка.

## Виступи на Олімпіадах
| Олімпіада     | Дисципліна              | Місце     |
| ------------- | ----------------------- | --------- |
| Монреаль 1976 | біг на 100 метрів       | 8         |
| Монреаль 1976 | естафета 4 x 100 метрів | 1         |
| Москва 1980   | біг на 100 метрів       | 2         |
| Москва 1980   | естафета 4 x 100 метрів | 1         |
| Сеул 1988     | біг на 100 метрів       | 6 h1 r3/4 |
| Сеул 1988     | естафета 4 x 100 метрів | 2         |